# 25-я улица (линия Четвёртой авеню, Би-эм-ти)
|   |     |     |     |     |   |
| · | · л | · э | · э | · л | · |

|   |     |     |     |     |   |
| · | · л | · э | · э | · л | · |

«25-я улица» (англ. 25th Street) — станция Нью-Йоркского метрополитена, расположенная на линии Четвёртой авеню, Би-эм-ти. Станция находится в Бруклине, в округе Гринвуд Хайтс, на пересечении 25-й улицы с 4-й авеню. На станции останавливаются маршруты: D (ночью), N (ночью), R (круглосуточно) и W (часть рейсов в часы пик в пиковом направлении). Станцию проходят без остановки маршруты D (круглосуточно, кроме ночи) и N (круглосуточно, кроме ночи).
Станция представлена двумя боковыми платформами, расположенными на четырёхпутном участке линии. Центральные пути отделены от внешних сплошной стеной, а не рядом колонн. Станция была реконструирована в конце 1970-х годов. В ходе этой реконструкции платформы были удлинены, в результате в южном конце платформы можно наблюдать колонны, хотя вся остальная часть платформ без них. В ходе той же реконструкции были проведены косметические работы.
Станция имеет единственный выход. Турникеты расположены на уровне платформ, в результате чего нет бесплатного перехода между платформами. Подземного прохода между платформами вовсе не существует. Из каждого турникетного павильона на улицу ведёт по одной лестнице. С платформы в сторону Coney Island лестница ведёт к юго-западному углу перекрёстка 25-йулицы с 4-й авеню; в сторону Манхэттена — к юго-восточному.

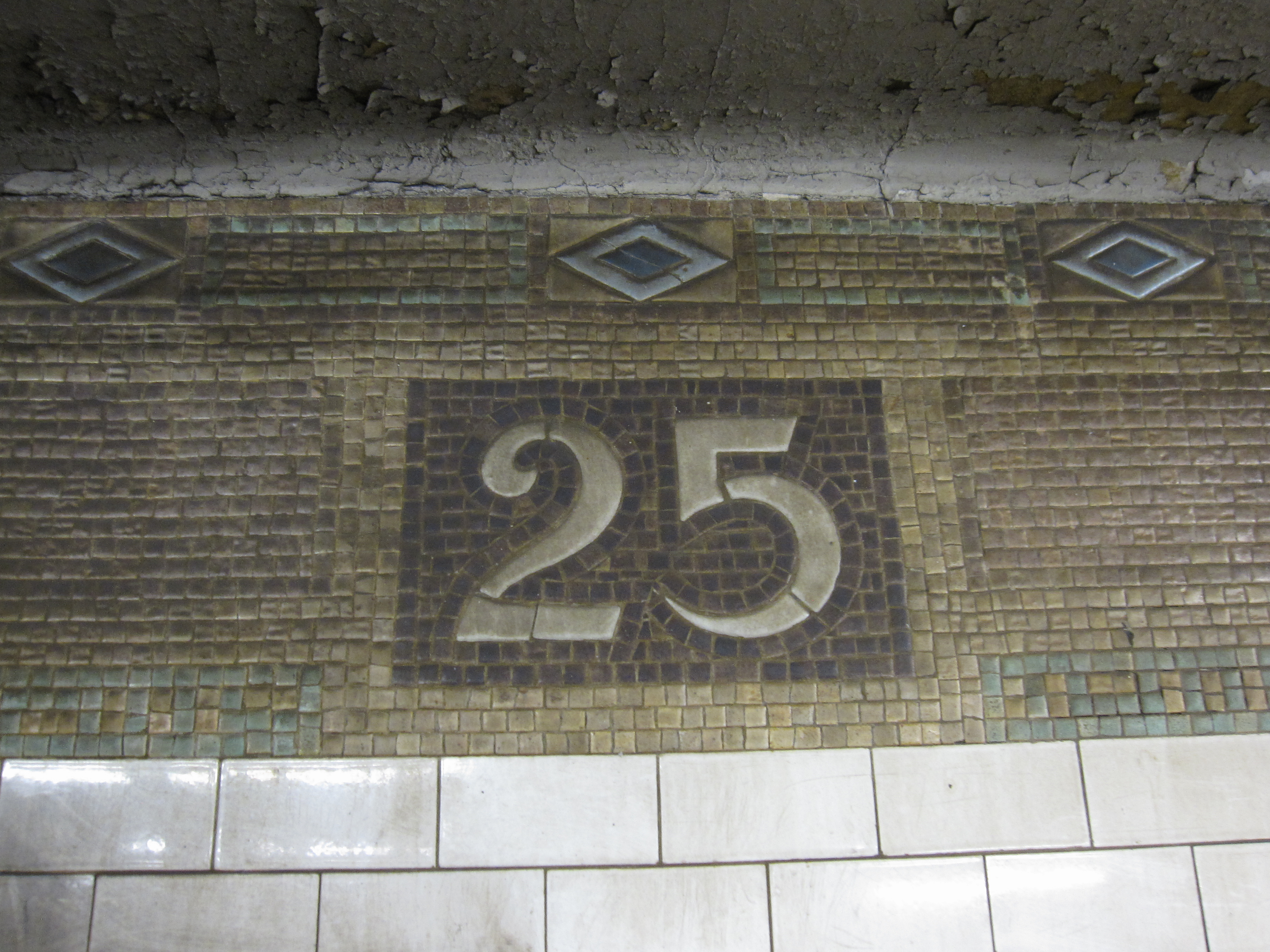
Мозаика на станции
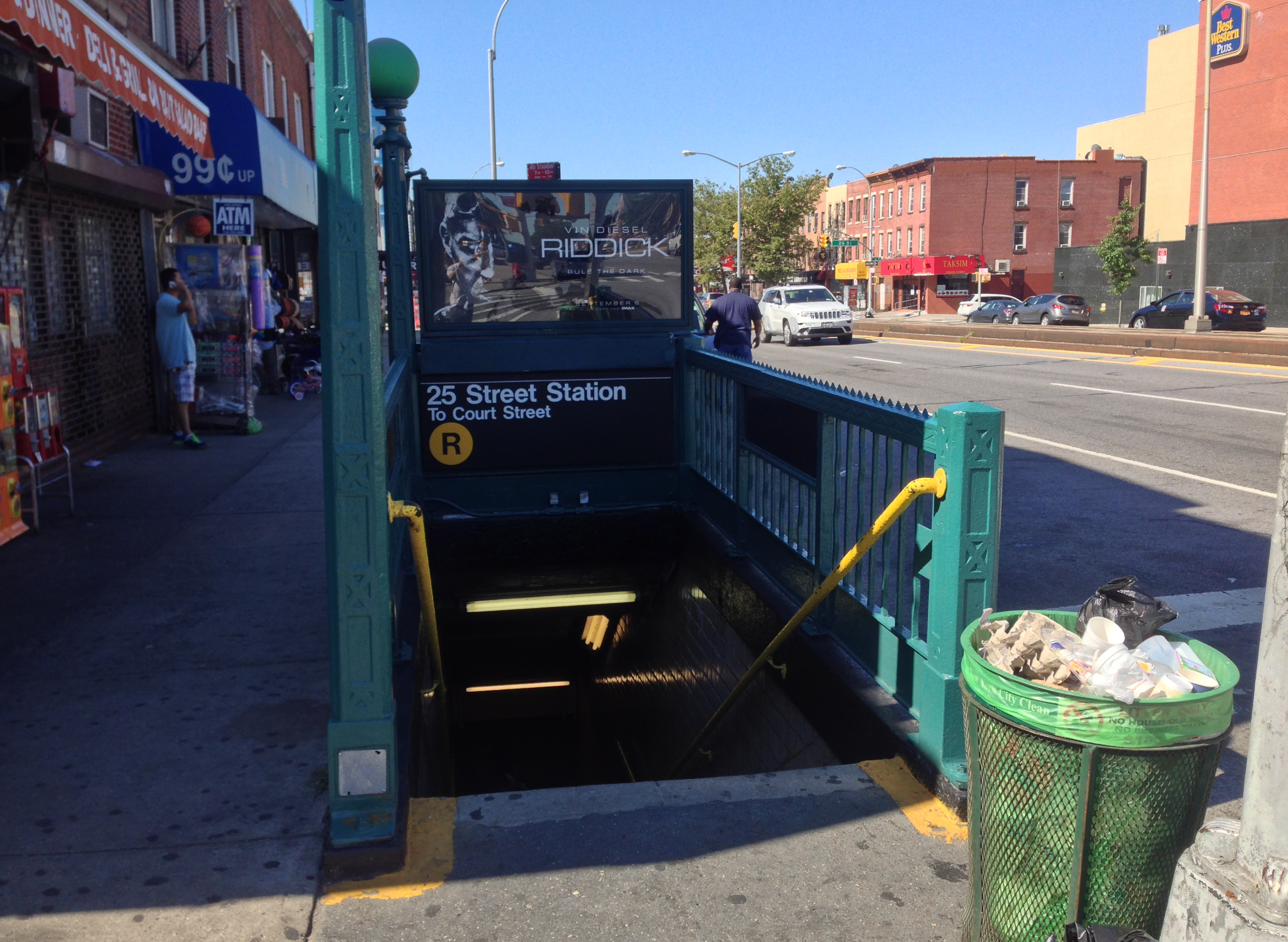
Западный вход